# Kells (Meath)
Kells, in het Iers Ceanannas Mór, is een plaats in Ierland, gelegen in het graafschap Meath. De plaats is bekend vanwege het Book of Kells, een zeer oude gekalligrafeerde bijbel die afkomstig is uit de middeleeuwse Abdij van Kells.
In Kells kunnen grote Keltische kruisen worden bezichtigd, die samen met de ronde toren naast de kerk van St. Columba staan. Een van de kruisen is verplaatst van een drukke kruising midden in het stadje nadat het verschillende malen bijna geraakt werd door het steeds drukker wordende (vracht)verkeer. Het staat nu voor een kerkje dat nu dient als museum en koffiehuis.
De plaats ligt aan de N3, op ongeveer 1,5 uur van Dublin. Er is busdienst van Bus Eireann die ieder half uur rijdt. Verder zijn er goede verbindingen met Cavan en Navan.